# Список салатів
Список салатів  які належать до різних національних кухонь і зроблені з всіх можливих кулінарних інгредієнтів.
| Назва                     | Фото       | Опис |
| ------------------------- | ---------- | --- |
| Аскашяза (Салат з тріски) |            | Один з найтрадиційніших каталонських салатів. З овочів використовуються помідори, цибуля, перець та оливки, іноді зварене яйце та квасоля. Найчастіше цей салат готується влітку. У Валенсії цей салат називається есгарра́т (кат. esgarrat). |
| Афганський                |            | Страва афганської кухні, що готується з нарізаних кубиками помідорів, огірків, цибулі, моркви, кінзи, м'яти та з додаванням лимонного соку. |
| Ачар                      | Салат ачар | Страва індонезійської, малайської та сінгапурської кухонь. Являє собою різновид пікулів: дрібно нарізані овочі одного або різних видів, приготовані в особливому маринаді з додаванням цукру і спецій. |
| Бланкет (салат)           |            | Традиційний арабський салат, який зазвичай складається з хлібу, хрону, яєць і тунця. |
| Вальдорфський салат       |            | Класичний американський салат із кисло-солодких яблук, нарізаних тонкою соломкою стебел (в оригіналі) або коріння (у сучасних рецептах) селери та грецьких горіхів приправлених майонезом або лимонним соком із каєнським перцем. |
| Вінегрет                  |            | Популярна в Україні, Росії та країнах колишнього СРСР страва із суміші різноманітних сирих та відварених овочів. До складу входять: картопля, буряк, квашена капуста, солені огірки, морква, квасоля, цибуля, приправи. Страва заправляється оцтом, олією. Подається на закуску холодною. |
| Вурстсалат                |            | Німецька страва — тарт-салат із ковбасок, приготований з додаванням дистильованого білого оцту, олії та цибулі. Деякі варіації салату містять солений огірок. Зазвичай його роблять із різних сортів вареної ковбаси, наприклад ліонської, штадтвурст, реґенсбурзької (два види вареної ковбаси), або екстравурст. Це традиційна закуска у південній Німеччині, Ельзасі, Швейцарії та Австрії. |
| Грецький салат            |            | Одна зі страв, що асоціюється із грецькою кухнею — традиційна страва грецьких селян. У перекладі з грецької назва салату перекладається саме як сільський салат. |
| Жууган піяз               |            | Традиційний овочевий салат киргизької кухні з цибулі. |
| Закуски з баклажанів      |            | узагальнююче поняття для салатів, ікри з баклажанів, фаршированих баклажанів та ін. |
| Капрезе                   |            | Італійський салат. Складники: томати, сир «Моцарелла», оливкова олія та базилік. |
| Кобб салат                |            | Одна з найпопулярніших страв у США. До складу салату входять курятина, смажений бекон, томати, селера, яйця, авокадо, сир, а також зелень та заправка на основі оливкової олії та гірчиці. |
| Краб Луї                  |            | «Король салатів» (США). Типовий салат «Краб Луї» складається з крабового м'яса, зварених круто яєць, помідорів, спаржі, огірків і подається на листі салату Ромен з заправкою Луї на основі майонезу, соусу чилі та перцю. У деяких рецептах додають оливки та цибулю-шалот. |
| Малфуф (салат)            |            | Традиційний ліванський салат, зазвичай складається з подрібненої капусти, лимонного соку, оливкової олії, часнику, соліта сушеної м'яти. |
| Мізерія                   |            | Салат з огірків у сметані, традиційна страва галицької та польської кухні. Його подають, переважно, як холодний гарнір до м'яса або риби. Назва салату походить від французького слова «misère» (злидні, убозтво) й, очевидно, висловлює зневажливе ставлення польської аристократії до цієї традиційної селянської страви.                                                                    |
| Мімоза (салат)            |            | Один з найпопулярніших салатів на столах жителів колишнього СРСР. |
| Нісуаз (салат)            |            | Салат нісуаз або салат з анчоусами — знаменитий кулінарний рецепт французького міста Ніцци зі свіжих овочів, варених яєць, анчоусів і оливкової олії. В якості заправки до салату також додають лимонний сік або винний оцет. |
| Олів'є (салат)            |            | Популярний в країнах колишнього СРСР салат, який вважається святковим і традиційним новорічним. Назву дістав на честь свого творця, шеф-кухаря Люсьєна Олів'є, який тримав у Москві на початку 60-х років XIX століття ресторан паризької кухні «Ермітаж». Поза межами пострадянського простору відомий під назвою «російський салат».                                                         |
| Оселедець під шубою       |            | Розповсюджений в країнах колишнього СРСР та Ізраїлі салат з філе оселедця, овочів, яєць і майонезу. Свою назву салат отримав завдяки тому, що дрібно нарізане філе оселедця і накладене на шар картоплі, поступово накривається шарами подрібненої цибулі, яєць, моркви та червоного буряка.                                                                                                   |
| Панцанела                 |            | Популярний тосканський літній салат з хліба та помідорів. До його складу входять шматки вимоченого черствого хліба та томатів, деколи також цибуля та базилік, заправлені оливковою олією та оцтом. Салат ще популярний в інших регіонах центральної Італії. |
| Піяз                      |            | Вид турецького салату, який готують з будь-якого виду сухих бобів з додаванням цибулі, петрушки та сумаху . |
| Рубіян (салат)            |            | Традиційний арабський салат, зазвичай складається зкреветок, помідорів, майонезу, листя салату, кетчупу, гострого соусу, гірчиці, лимонного соку, солі. |
| Салат «Цезар»             |            | Популярний салат, одна з найвідоміших страв північноамериканської кухні. У класичній версії основними складниками салату є пшеничні крутони (грінки), листя салату- ромен і тертий пармезан, заправлені соусом. |
| Табуле                    |            | Східний салат, закуска. Основними інгредієнтами є булгур та дрібно посічена зелень петрушки. Додатковими інгредієнтами можуть бути м'ята, помідори, зелена цибуля, інші трави та спеції. Табуле заправляється лимонним соком з оливковою олією. |
| Хіясі-тюка                |            | Японський салат, що складається з холодної локшини рамен з огірками, шинкою, омлетом та помідорами, зазвичай вживається влітку. Так само його називають реймен. |
| Хумусний салат            |            | Традиційний арабський салат. Зазвичай складається з сухого нуту, карбонованої соди, лимонного соку, часнику, тахіні, солі, оливкової олії та кмину. Один з найпопулярніших салатів в Арабському світі. |
| Чобан (салат)             |            | Один з салатів турецької та азербайджанської кухні. Складається з дрібно нарізаних помідорів (бажано, очищених від шкірки), огірків, довгого зеленого перцю, цибулі та плосколистої петрушки. Заправка салату складається з лимонного соку, оливкової олії та солі. |
| Шакарап                   |            | традиційний овочевий салат киргизької кухні з помідор. |
| Ширазі (салат)            |            | Традиційна й найпоширініша іранська страва родом з південного міста Шираз (Іран; історично Персія). Салат зазвичай подають як закуску до основної страви. Ширазі зустрічається в меню практично кожного іранського ресторану і кафе. |
| Шопський салат            |            | Страва східноєвропейської кухні, популярнав Болгарії, Македонії, Сербії, Чорногорії, Албанії, Чехії. |